# Exoprosopa villaeformis
Exoprosopa villaeformis är en tvåvingeart som beskrevs av Mario Bezzi 1912. Exoprosopa villaeformis ingår i släktet Exoprosopa och familjen svävflugor. Inga underarter finns listade i Catalogue of Life.